# Tärendö församling
Tärendö församling var en församling i Luleå stift, i Pajala kommun, Norrbottens län. Församlingen uppgick 2008 i Pajala församling.

## Administrativ historik
Församlingen bildades 1882 genom en utbrytning ur Pajala församling som kapellförsamling och ingick i pastorat med denna till 1 maj 1916 (enligt beslut den 12 augusti 1915). Från 1 maj 1916 till 2008 utgjorde Tärendö eget pastorat. 2008 uppgick församlingen i Pajala församling.

## Areal
Tärendö församling omfattade den 1 januari 1976 en areal av 1 707,9 kvadratkilometer, varav 1 665,2 kvadratkilometer land.

## Befolkningsutveckling
| Befolkningsutvecklingen i Tärendö församling 1890–2005 | Befolkningsutvecklingen i Tärendö församling 1890–2005 | Befolkningsutvecklingen i Tärendö församling 1890–2005 | Befolkningsutvecklingen i Tärendö församling 1890–2005 | Befolkningsutvecklingen i Tärendö församling 1890–2005 |
| --- | ------------------------------------------------------ | ------------------------------------------------------ | ------------------------------------------------------ | ------------------------------------------------------ |
| |                                                        |                                                        |                                                        |                                                        |
| År |                                                        |                                                        | Folkmängd                                              |                                                        |
| 1890 | 1890                                                   |                                                        | 1 141                                                  |                                                        |
| 1900 | 1900                                                   |                                                        | 1 335                                                  |                                                        |
| 1910 | 1910                                                   |                                                        | 1 517                                                  |                                                        |
| 1920 | 1920                                                   |                                                        | 1 762                                                  |                                                        |
| 1930 | 1930                                                   |                                                        | 1 982                                                  |                                                        |
| 1935 | 1935                                                   |                                                        | 2 164                                                  |                                                        |
| 1940 | 1940                                                   |                                                        | 2 214                                                  |                                                        |
| 1945 | 1945                                                   |                                                        | 2 251                                                  |                                                        |
| 1950 | 1950                                                   |                                                        | 2 306                                                  |                                                        |
| 1955 | 1955                                                   |                                                        | 2 283                                                  |                                                        |
| 1960 | 1960                                                   |                                                        | 2 215                                                  |                                                        |
| 1965 | 1965                                                   |                                                        | 2 023                                                  |                                                        |
| 1970 | 1970                                                   |                                                        | 1 815                                                  |                                                        |
| 1975 | 1975                                                   |                                                        | 1 510                                                  |                                                        |
| 1980 | 1980                                                   |                                                        | 1 341                                                  |                                                        |
| 1985 | 1985                                                   |                                                        | 1 245                                                  |                                                        |
| 1990 | 1990                                                   |                                                        | 1 103                                                  |                                                        |
| 1995 | 1995                                                   |                                                        | 1 090                                                  |                                                        |
| 2000 | 2000                                                   |                                                        | 980                                                    |                                                        |
| 2005 | 2005                                                   |                                                        | 850                                                    |                                                        |
| Anm: För åren 1890-1945: befolkning enligt folkräkning 31 december enligt den administrativa indelningen den 1 januari följande år. 1950 avser befolkning enligt folkräkning den 31 december enligt den administrativa indelningen den 1 januari 1952. 1960-1970 avser befolkning enligt folkräkning den 1 november enligt den administrativa indelningen den 1 januari följande år. För åren 1955 samt 1975-2005: befolkning 31 december enligt den administrativa indelningen den 1 januari följande år. |                                                        |                                                        |                                                        |                                                        |

## Kyrkor
- Tärendö kyrka

## Series pastorum
- 1916–1923: Reinhold Wester
- 1927–1939: Sigurd Lidström
- 1940–1950: Gerhard Ossian Tornberg
- 1951–1962: Arne Olaus Brännström
- 1963–1973: Aarno Lindroos
- 1977–tidigast 1981: Johan Martin Ericsson